# Fulgence Razakarivony
Fulgence Razakarivony MS (ur. 16 sierpnia 1963 w Betsiholany) – Misjonarz Matki Bożej z La Salette, malgaski duchowny rzymskokatolicki, od 2011 biskup Ihosy.

## Życiorys
Święcenia kapłańskie przyjął 8 sierpnia 1993 w zgromadzeniu saletynów. Przez kilka lat pracował duszpastersko w zakonnych parafiach i misjach. Po odbyciu w latach 2002-2004 kursu formacyjnego został dyrektorem scholastykatu w Antananarywie, a w latach 2006-2009 był asystentem prowincjała. W 2009 powołany do pracy w malgaskiej Konferencji Episkopatu jako wicesekretarz ds. administracyjnych.
16 lipca 2011 został mianowany biskupem Ihosy. Sakry biskupiej udzielił mu 6 lipca 2011 bp Philippe Ranaivomanana.